# 특종 카메라
특종 카메라는 KBS의 영화프로그램이다.

## 출연자
- 김성희
- 故 백순철